# Guerre di religione in Europa

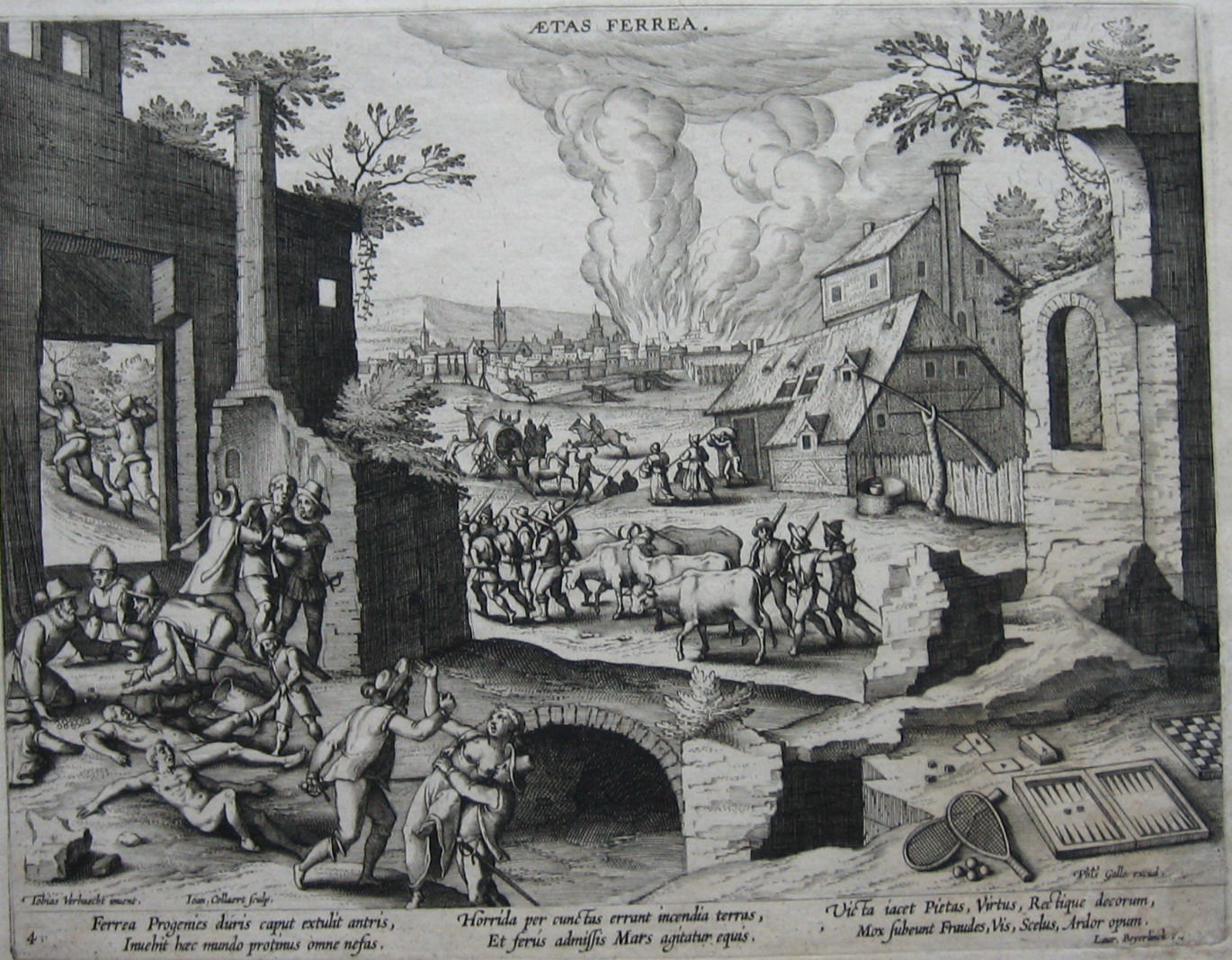
Aetas ferrea (Il "secolo di ferro" delle guerre di religione), incisione del primo decennio del XVI secolo.

Le guerre di religione sono state una serie di guerre combattute in Europa, quasi tutte dalla fine del conflitto tra Francia e Spagna conclusosi con la Pace di Cateau-Cambrésis nel 1559 fino alla conclusione della Guerra dei trent'anni (1618-1648).

## Descrizione
Gli scontri militari, politici, civili che si susseguirono dopo la spaccatura confessionale avvenuta a seguito della Riforma protestante (1517-1555) e dello Scisma anglicano (1534), avevano come causa scatenante il fattore religioso divenuto diffusa ideologia estremizzante e motivo di accesa intolleranza anche negli strati più bassi della popolazione europea.
Le istituzioni politiche temporali ed ecclesiastiche si schierarono nei campi contrapposti del protestantesimo e del cattolicesimo non solo per convinzioni religiose, ma anche, più frequentemente, per consolidare il loro potere secondo i loro progetti politici.
Tra le conseguenze delle guerre di religione va annoverata una nuova forma di organizzazione del potere:
«Il conflitto religioso trovò alla fine...la sua soluzione non nel trionfo di una fede sull'altra, ma proprio nel superamento di ogni pretesa di fondazione del potere su una fede purchessia...» Al di là dei tentativi di conservare un potere signorile basato su ormai estinte libertà feudali e di affermare un potere monocratico del sovrano fondato su basi divine e personali nasceva una «nuova forma di organizzazione del potere» rappresentata dal principe come «ordine esterno necessario a garantire la sicurezza e la tranquillità dei sudditi...» 
Così il calvinismo in Fiandra rinsaldò la volontà di indipendenza dal predominio cattolico spagnolo (1568-1648) e ispirò gli ugonotti francesi e i puritani inglesi che fecero dei valori calvinisti la bandiera di una nobiltà e di una borghesia che aspirava ad abbattere l'assolutismo monarchico. L'editto di Nantes (1598) e il Parlamento inglese (1642-1649) avviarono la costituzione di uno Stato laico e tollerante e il ridimensionamento del potere temporale del papato.
Nel fronte cattolico la Controriforma rappresentò la definitiva sistemazione dogmatica disciplinare della fede cattolica con il concilio tridentino e il controllo delle coscienze con le istituzioni dell'Indice e della nuova Inquisizione, segnò la rivincita confessionale con l'avanzata della evangelizzazione ad opera dei nuovi ordini missionari in Asia e in America e la riconquista cattolica sostenuta dalle armi imperiali della Boemia e della Germania orientale. Dal fallito tentativo asburgico di creare un impero universale cattolico in Europa cominciarono ad emergere le nuove realtà nazionali.

## Principali conflitti
I principali conflitti ricompresi nelle guerre di religione in Europa sono:
- la rivolta dei cavalieri (1522) nel Sacro Romano Impero;
- la guerra dei contadini tedeschi (1524-1525) in Germania;
- la prima (1529) e la seconda guerra di Kappel (1531) nella Vecchia Confederazione svizzera;
- la rivolta di Münster (1534–1535) nel Principato vescovile di Münster;
- la rivolta anabattista di Amsterdam (1535);
- la rivolta di Bigod (1537) nel Regno d'Inghilterra;
- la guerra di Smalcalda (1546-1547) nel Sacro Romano Impero;
- la rivolta del Prayer Book (1549) nel Regno d'Inghilterra;
- la strage dei Valdesi di Calabria (1561) nel Regno di Napoli;
- le otto guerre di religione francesi (1562–1598) nel Regno di Francia;
- la guerra degli ottant'anni (1568–1648) nei Paesi Bassi;
- la guerra civile scozzese (1568-1573) nel Regno di Scozia;
- la guerra di Colonia (1583–1588) nell'Elettorato di Colonia;
- la guerra di Strasburgo (1592–1604) nel Principato vescovile di Strasburgo;
- la guerra contro Sigismondo (1598–1599) in Svezia;
- la guerra di successione di Jülich (1609–10, 1614) nei Ducati Uniti di Jülich-Kleve-Berg;
- la guerra dei trent'anni (1618–1648) in varie zone dell'Europa centrale;
- il sacro macello in Valtellina (1620), nel Cantone dei Grigioni;
- la rivolta ugonotta (1621-1629) nel Regno di Francia;
- le guerre dei tre regni (1639–1651) in Inghilterra, Scozia e Irlanda, comprendenti:
  - le guerre dei Vescovi (1639–1640);
  - la guerra civile inglese (1642–1651);
  - le guerre confederate irlandesi (1641–1653);
  - la conquista cromwelliana dell'Irlanda (1649–1653);
- le pasque piemontesi (1655) nel Ducato di Savoia;
- la prima (1656) e la seconda guerra di Villmergen (1712) nella Vecchia Confederazione svizzera.